# René Rieubon
René Rieubon (* 4. März 1918 in La Grand-Combe; † 13. Januar 2011) war ein französischer kommunistischer Politiker. Von 1962 bis 1986 war er Mitglied der Nationalversammlung. Außerdem war er langjähriger Bürgermeister von Port-de-Bouc.

## Leben
Neben seiner langjährigen Tätigkeit als Abgeordneter für die Parti communiste français war Rieubon seit der Befreiung Südfrankreichs im Jahr 1944 Bürgermeister von Port-de-Bouc. Dieses Amt hatte er bis 1990 inne. Nach seinem Tod am 13. Januar 2011 wurde er von seinem Nachfolger im Amt des Bürgermeisters (1990–2005), Michel Vaxès, gewürdigt.